# Daniel Janicot
Daniel Janicot, né le 20 mai 1948 à Paris, est un haut fonctionnaire français.

## Biographie

### Jeunesse et études
Daniel Janicot effectue ses études secondaires au lycée Saint-Louis-de-Gonzague et au lycée Jacques-Decour. Il étudie à l'Institut d'études politiques de Paris et à la faculté de droit d’Assas.
En 1972, Daniel Janicot est admis à l’École nationale d'administration. À sa sortie de l’ENA, il choisit le Conseil d'État.

### Parcours professionnel
Il devient rapidement secrétaire général adjoint du Conseil. Il se voit confier par les autorités françaises des responsabilités étendues dans le domaine culturel et artistique, sur le plan national puis international.
Membre du conseil d’administration de la bibliothèque publique d'information du Centre Georges-Pompidou dès 1979, il est nommé vice-président de la Bibliothèque nationale de France au cours de cette même période. Il contribue à ce titre, au développement et à la modernisation des deux grandes institutions de lecture publique et de recherche universitaire françaises.
Nommé en 1981 délégué général de l’Union centrale des arts décoratifs, il exerce de 1981 à 1985 la direction générale de plusieurs musées français dont le musée des arts décoratifs de Paris, le musée de l’affiche et de la publicité, le Musée Nissim-de-Camondo et créera le premier musée national des Arts de la mode.
De 1987 à 1990, il est délégué général de l’American Center à Paris et, en 1988, il choisit Frank Gehry pour la construction du nouveau Centre américain à Paris.
Il est élu en 1995 président du conseil d'administration du Centre National d'Art Contemporain de Grenoble. Le gouvernement français le nomme en 1999 au titre des personnalités qualifiées, membre du conseil d'administration du Musée de l'Homme, des arts et des civilisations, nouveau grand établissement muséographique français qui sera construit Quai Branly, à Paris.
En février 1990, Daniel Janicot rejoint l'UNESCO comme conseiller spécial du directeur général puis devient sous-directeur général en 1994.
Dans le cadre de ses responsabilités internationales, il pilote notamment les trois grands projets de rénovation du Musée de l'Ermitage de Saint-Pétersbourg, du Bolchoï et de la bibliothèque d'État de Moscou. Il est responsable de la protection de la vieille ville de Dubrovnik pendant la guerre entre la Croatie et la Serbie et il coordonne également l'action de l'UNESCO en faveur de la sauvegarde des temples d'Angkor au Cambodge.
En décembre 1999, Daniel Janicot quitte, au terme d'un mandat de dix années, ses responsabilités internationales pour reprendre ses fonctions au Conseil d’État.
En 2000, il choisit d'être en disponibilité pour convenances personnelles et devient administrateur d'Artcurial. Il fonde le Prix Artcurial du livre d'art contemporain et conseille de nombreuses institutions culturelles privées.
En décembre 2006, il revient aux affaires publiques. Il est chargé par Nicolas Sarkozy de réfléchir à l'opportunité d'installer sur l'Ile seguin un Centre de Création Contemporaine.
En 2008, aux côtés de Pierre-Christophe Baguet, élu maire de Boulogne-Billancourt, il fait évoluer le projet de l’Île Seguin vers celui d’une île tout entière axée sur la culture autour de deux pôles d’excellence : l’un tourné vers le spectacle vivant et structuré autour d’un grand équipement musical, l’autre orienté vers les arts plastiques et les industries culturelles.
En parallèle, il reçoit de Patrick Devedjian, devenu président du conseil général des Hauts-de-Seine, une mission de réflexion sur la « Vallée de la Culture », territoire qui concerne, dans un premier temps, les six communes d’Issy-Les-Moulineaux, Meudon, Boulogne-Billancourt, Sèvres, Saint-Cloud et Suresnes. Ce projet se définit comme « une dynamique destinée à réveiller la géographie du Val de Seine et à valoriser le patrimoine culturel et naturel de ce site extraordinaire ».
C’est sur cette base que l'« Agence pour la Vallée de la Culture », présidée par Daniel Janicot, se mobilise avec l’appui du département et des collectivités locales concernées pour mettre en mouvement cette dynamique culturelle.
À partir de l’expérience acquise sur l’Île Seguin et la Vallée de la Culture, Daniel Janicot reçoit du Président de la République, Nicolas Sarkozy, le 17 janvier 2011, une mission d’étude et de propositions sur la dimension culturelle du Grand Paris. Le rapport sera remis au Chef de l'État en janvier 2012.
Le 28 février 2013, il reçoit une nouvelle mission de M. Laurent Fabius, Ministre des Affaires étrangères, sur la présence et l'influence de la France à l'UNESCO. Ce rapport lui est remis le 21 octobre 2013. Dans la liste des préconisations, figure la réforme de la Commission nationale française pour l'UNESCO (CNFU). Ses propositions sont transmises en janvier 2014 à Laurent Fabius. Une profonde réorganisation de la Commission en résulte. Le 18 novembre 2014 Daniel Janicot est nommé président du Conseil d'administration de la nouvelle CNFU.
Parallèlement, Daniel Janicot crée le 1er janvier 2013 le Think Tank pour la culture Pro Cultura, qu'il préside.

### Parcours professoral
Daniel Janicot enseigne à l'IEP de Paris à partir de 1975.

## Publications
- Rapport sur la dimension culturelle du Grand Paris, janvier 2012
- La culture, un enjeu capital(e), Editions France-Empire, mai 2012

## Décorations
- Officier de la Légion d'honneur Il est fait chevalier le 31 décembre 1998[2], et est promu officier le 13 juillet 2019[3].
- Commandeur de l'ordre des Arts et des Lettres Il est fait commandeur le 24 septembre 2012[4].
- Chevalier de l'ordre national du Mérite